# Kriechstrom
Als Kriechstrom bezeichnet man in der Elektrotechnik einen unkontrollierbaren und unerwünschten Strom, der an der Oberfläche eines Isolierstoffes zwischen zwei Leitern entlang fließt. Der kürzeste Weg, den dieser Strom auf der Isolierstoffoberfläche fließt, wird als Kriechstrecke bezeichnet. Durch diese Fehlerströme auf der Isolierstoffoberfläche kommt es im Laufe der Zeit zu Veränderungen des Isolierstoffes.

## Grundlagen
Im Idealfall leiten elektrische Isolierstoffe keinen elektrischen Strom. Insbesondere die inneren Isolationseigenschaften eines Isolierstoffes werden durch seinen spezifischen elektrischen Widerstand bestimmt. Die Stromleitung an seiner Oberfläche kann wesentlich davon abweichen, auch wenn die Durchschlagsfestigkeit einer gleich langen Luftstrecke noch nicht erreicht wird.
Durch Umgebungseinflüsse wie Staub, Luftfeuchtigkeit und korrosive Gase kommt es im Laufe der Zeit zu z. T. leitfähigen Ablagerungen auf der Isolierstoffoberfläche und dadurch zur Bildung von Kriechwegen. Kommen in den Ablagerungen befindliche Salze mit Feuchtigkeit in Verbindung, so können dadurch Elektrolyte entstehen, die wiederum die Leitfähigkeit der Ablagerungen erhöhen können. Dadurch kommt es im Betrieb auf der Oberfläche des Isolators zu kleinen Strömen zwischen den Leitern, den Kriechströmen.
Diese Ströme sind unkontrollierbare Ströme, die auf der Oberfläche des Isolierstoffs vagabundieren. Nach dem Abtrocknen verschwindet die Leitfähigkeit der Verunreinigungen wieder. Durch sich wiederholendes Befeuchten und Abtrocknen kann es zu einer Aufkonzentration von Verunreinigungen kommen, was wiederum dazu führt, dass sich bereits bei normaler Luftfeuchtigkeit einige Feuchtigkeitsmoleküle auf der Oberfläche befinden und es zu stärkeren Kriechströmen kommt. Aber auch durch Beschädigung oder Alterung der Isolierstoffe können Kriechströme über den Isolierstoff fließen. Durch die Kriechströme können Kriechspuren verursacht werden, die die Oberfläche des Materials angreifen. Im Laufe der Zeit verändert sich dadurch der Isolierstoff, und es kommt zu Verkohlungen der Oberfläche, welche wiederum die Leitfähigkeit erhöhen.
Auch bei Keramiken kommt es bei hohen Temperaturen zu einer Ionenleitung, sodass diese bedingt leitfähig werden und es zu Kriechströmen kommt.

## Schädliche Auswirkungen
Durch die ständig auftretenden Kriechströme entsteht Wärme. Fließen Kriechströme über einen längeren Zeitraum, so kann dies auf Dauer zu einer Erhitzung des Strompfades führen, bis hin zu einem Brand. Letztendlich kann auch bei entsprechender Schädigung der Oberfläche ein Lichtbogen entstehen. Manche Isolierstoffe zersetzen sich bei hohen Temperaturen zu leitfähigen Stoffen (z. B. Hartpapier zu Graphit) oder besitzen eine hohe Wasseraufnahme; diese Stoffe weisen in der Regel auch hohe Kriechströme bzw. geringe Kriechstromfestigkeiten auf.
Bei Leiterplatten kann es durch Kriechströme, bedingt durch die Adsorption von Luftfeuchtigkeit im Leiterplattenmaterial, bei hochohmigen elektronischen Bauteilen zu falschen Signalen, den Bitkippern, kommen. Letztendlich kann es durch ständige Kriechströme zu einer Zerstörung des Isolators kommen.
Lebensgefährlich können Kriechströme an Freileitungsmasten aus Holz für Großvögel wie z. B. Störche werden, wenn sie auf den Masten sitzen und dabei von diesen Strömen elektrisiert werden.

## Abhilfen

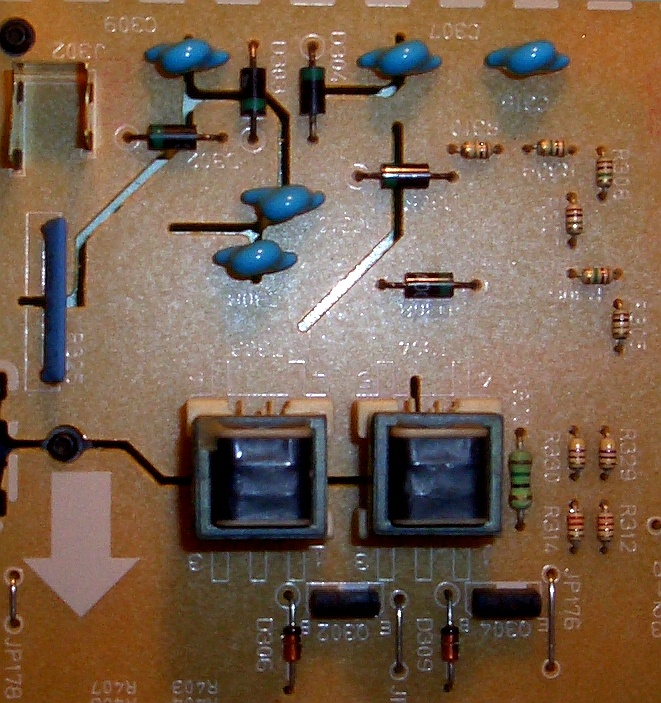
Hochspannungskaskade aus einem Laserdrucker. Zur Verringerung von Kriechströmen sind zwischen den Leiterbahnen und unter den Bauteilen Schlitze in die Leiterplatte gefräst.

Eine wichtige Eigenschaft von Isolierstoffen ist die Kriechstromfestigkeit. Sie kennzeichnet die Widerstandseigenschaften von Isolierstoffen gegen eine Kriechspurbildung. Sie wird u. a. von deren Wasseraufnahmevermögen und deren Verhalten bei Vorentladungen bzw. Kriechentladungen (Resistenz gegenüber Ultraviolettstrahlung und thermischer Belastung) bestimmt.
Ein weiterer Effekt ist die als Hydrophobie bezeichnete gute wasserabweisende Wirkung an der Oberfläche einiger Isolierstoffe, die das Verhalten dieser Isolierstoffe bei Belastung durch Fremdstoffe verbessert. Kriechströme auf Isolierstoffen lassen sich durch wasserabweisende (hydrophobe) Beschichtung oder Imprägnierung z. B. durch Silikone verringern.
Gefährdungen von Vögeln lassen sich durch spezielle Mastkonstruktionen mit Isolierschienen verhindern.
Das Fließen von Kriechströmen kann bei sehr hochohmigen Signalen (z. B. Eingangssignale von Ladungsverstärkern, Instrumentenverstärkern, FET-Operationsverstärkern) durch um die Anschlüsse gelegte Potenzialringe (guard ring) verhindert werden, die hierzu auf dem gleichen Potenzial wie das Signal liegen müssen.